# Vauxhall Motors
Vauxhall Motors Limited (IPA /ˈvɒksɔːl/) è un marchio automobilistico britannico di proprietà della multinazionale Stellantis dal gennaio 2021.
Nata nel 1857 come industria meccanica nell'omonimo distretto londinese di Vauxhall, divenne industria automobilistica nel 1903 e fu acquisita nel 1925 dal gruppo statunitense General Motors, che la detenne per quasi un secolo. Durante tale periodo la produzione passò da quella originaria di veicoli di lusso a quelli di largo consumo; dopo il 1980 non produsse più alcun modello nuovo, limitandosi a commercializzare in Regno Unito con il proprio marchio i veicoli prodotti dalla consorella Opel, anch'essa facente parte del gruppo General Motors. Nel 2017 fu ceduta, insieme alla stessa Opel, al gruppo automobilistico francese PSA Peugeot Citroën, del quale seguì le sorti a seguito della confluenza in Stellantis avvenuta nel 2021.
La direzione si trova a Chalton, villaggio nella contea inglese del Bedfordshire, situato nella periferia della città di Luton.

## Storia

### Dalla fondazione al 1925

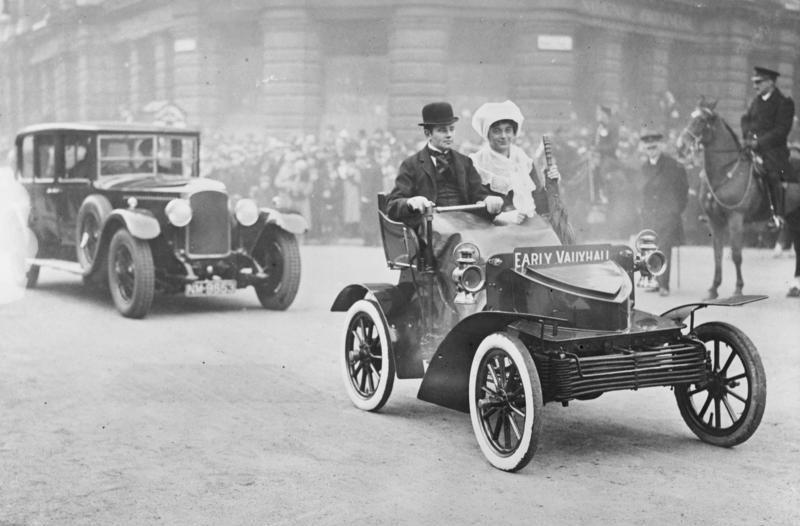
La più antica Vauxhall superstite del novembre 1903

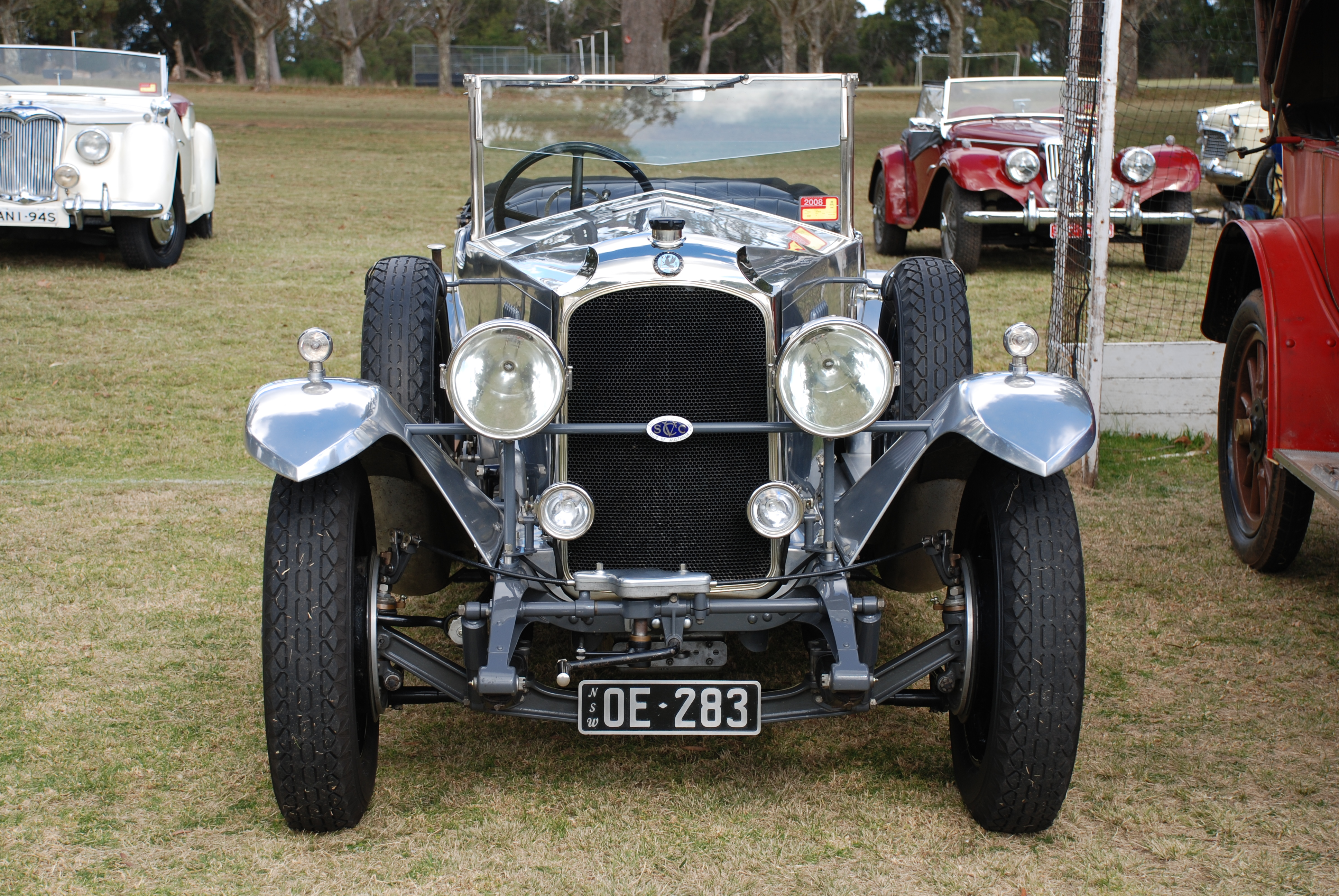
30–98 Velox

L'ingegnere navale scozzese Alexander Wilson, fondò la società al 90–92 Wandsworth Road, Vauxhall, Londra, nel 1857. Originariamente con il nome Alex Wilson and Company, poi Vauxhall Iron Works dal 1897, si basò sulla produzione di pompe e motori marini. Nel 1895, la società costruì la prima automobile, un 5HP con motore monocilindrico. Circa 70 esemplari vennero costruiti il primo anno, in seguito vennero migliorati lo sterzo e il cambio nel 1904. Un esemplare è presente presso il London Science Museum dal 1968.
La società si spostò, a causa dell'espansione, a Luton nel 1905. Il marchio utilizzato rimase ancora Vauxhall Iron Works fino al 1907, quando venne adottato il più moderno marchio Vauxhall Motors.
I maggiori successi iniziali della casa furono da attribuire a Laurence Pomeroy che entrò in azienda a soli 22 anni nel 1906; nell'inverno 1907-1908, il capo ingegnere F. W. Hodges si recò in ferie e il direttore Percy Kidner chiese a Pomeroy di progettare un motore a combustione interna per le auto destinate a gareggiare nel RAC e nello Scottish Reliability Trial. L'auto fu talmente bella che Pomeroy superò Hodges.
Pomeroy disegnò così la prima Y-Type Y1; con una velocità sul circuito di Brooklands superiore alle altre auto in gara. La Vauxhall raggiunse sulle 200 miglia (320 km) una media di 46 mph (74 km/h). La Y-Type vinse la classe E del Trial.
La Y-Type fu un successo e venne deciso di produrla come A09, Vauxhall A-Type. Quattro esemplari vennero prodotti tra il 27 ottobre 1908 e il 1914. L'ultimo fu pubblicato nel 1920. Con una capacità di 100 mph (160 km/h), la A-Type Vauxhall fu un successo tra le 3-litri.
Due auto entrarono nel 1910 Prince Henry Trials, e le repliche vendute come C-type poi note come Prince Henry.
Dopo l'armistizio del 1918, la D-type rimase in produzione, assieme alla E-type. Pomeroy lasciò nel 1919, spostandosi negli USA, e venne sostituito da C.E. King. Le auto lussuose non vennero più richieste dal mercato.

### Dal 1925 al 1945

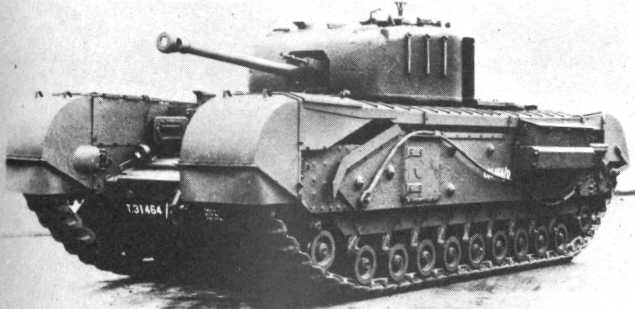
Un Mk IV Churchill, dei quali 7.368 furono costruiti dalla Vauxhall tra il 1941 e il 1945

Il 16 novembre 1925 Vauxhall fu acquisita dalla General Motors Corporation per 2,5 milioni di US$. L'immagine e il target della casa furono rivolti verso veicoli a basso costo negli anni a seguire: ad esempio, negli anni '30, venne introdotta la due litri Vauxhall Cadet, seguita dal primo autocarro Bedford, basato su uno Chevrolet. L'ingegnere capo Vauxhall dal 1920, Charles Evelyn King, si ritirò dall'incarico nel 1950. Il successivo capo dell'ingegneria, Harold Drew, lasciò Luton per un incarico di disegnatore con la GM a Lansing (Michigan), sede della Oldsmobile. La prima automobile del dopo acquisizione GM fu la Cadet, venduta inizialmente a 280 sterline; fu la prima auto venduta in Inghilterra con cambio sincronizzato.
Durante la seconda guerra mondiale a Luton venne realizzato il carro armato Mk IV Churchill. Anche se un bombardamento nell'agosto 1940, dove morirono 39 dipendenti, sospese la produzione, la stessa ripartì meno di un anno dopo. Luton produsse anche più di 250 000 autocarri, assieme allo stabilimento Bedford Dunstable aperto nel 1942. Per aiutare moralmente i dipendenti, il 23, 24 e 25 febbraio 1944, Adelaide Hall fece uno spettacolo nella fabbrica, durante la pausa mensa. Lo spettacolo fu davanti a più di 10.000 lavoratori; la prima volta che Vauxhall ingaggiò una star per tre giorni consecutivi.

### Dal 1945 al 1970

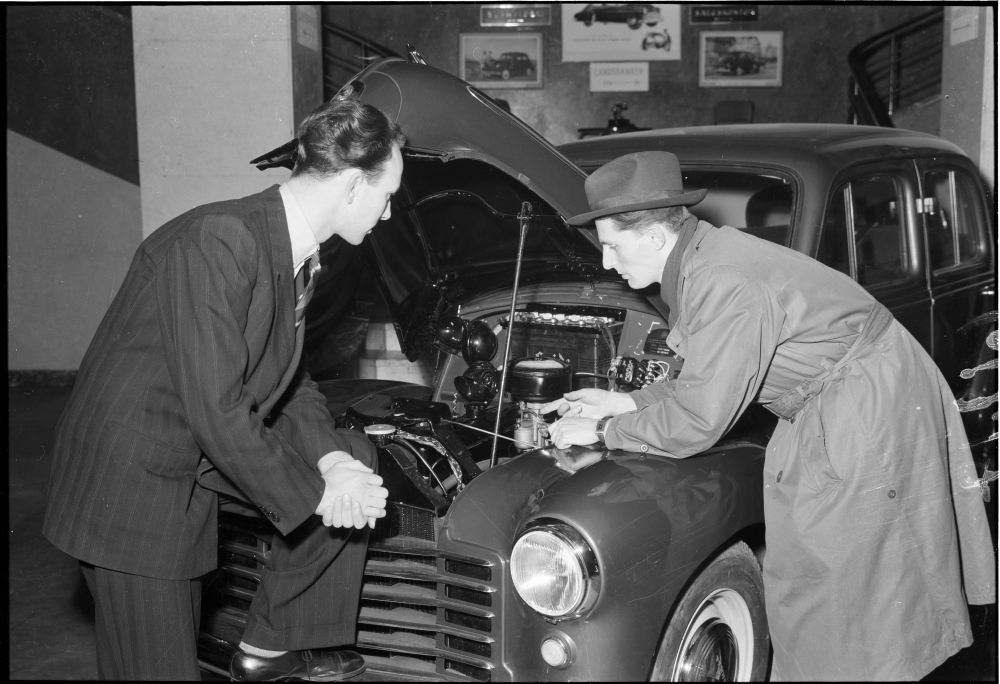
Un cliente e un venditore davanti a una Vauxhall in Danimarca negli anni'50

Dopo la fine della guerra la produzione di autoveicoli ripartì. I modelli furono indirizzati al mercato di massa. Uno stabilimento venne aperto a Ellesmere Port, Cheshire, nel 1962; inizialmente vennero prodotti componenti per la fabbrica di Luton, e successivamente, nel 1964, vennero prodotte le prime automobili.
Dal 1963, entrò in produzione la Vauxhall Viva, utilitaria concorrente di Ford Anglia e Morris Minor, la cui versione Opel fu la Kadett. La Vauxhall Viva fu prodotta dal maggio 1964 in Australia. Nel 1966 la Slant Four venne messa in produzione. La FD Victor fu lanciata all'Earls Court Exhibition Centre durante il British International Motor Show.
Durante gli anni '60, Vauxhall acquisì fama di costruttore di modelli poveri; la corrosione delle carrozzerie ne era una delle cause.
Nel 1967 Vauxhall divenne un Royal Warrant Holder: Motor Vehicle Manufacturers to HM The Queen – The Royal Mews. Il fregio HRH The Prince of Wales fu aggiunto nel 1994.

### Dal 1970 al 1990
Nel 1970 la General Motors, per via della sua politica di globalizzazione, decise di cambiare completamente i modelli Vauxhall, che cominciò a produrre i modelli Opel per il mercato britannico, inizialmente con nomi e frontali dedicati al solo marchio Vauxhall. Tuttavia lo scopo finale di GM era quello di standardizzare il più possibile le sue linee di montaggio, e dagli anni ottanta cominciò a commercializzare i modelli Opel con linea inalterata. Contemporaneamente, soppresse il marchio Vauxhall nella Repubblica d'Irlanda (1982), in favore di quello Opel, e in seguito anche in altri mercati europei caratterizzati dalla guida a sinistra come Malta e Cipro.
Nel 1970 venne lanciata la HC Viva, l'auto più venduta del decennio dalla Vauxhall, tra le 10 più vendute in Gran Bretagna fino al 1976; la produzione continuò fino al 1979, dopo sedici anni di produzione. Nel 1973, la Vauxhall Firenza "Droopsnoot" fu svelata all'Earls Court Motor Show, presentando al pubblico le nuove linee aerodinamiche della casa automobilistica per gli anni '70.
Dal 1973, la Victor iniziò a perdere quote di mercato nella sua categoria, guadagnate dalla Ford Cortina. La Vauxhall continuò a essere dietro ai maggiori costruttori come Ford Motor Company e British Leyland, e in competizione con Chrysler (già Rootes Group).

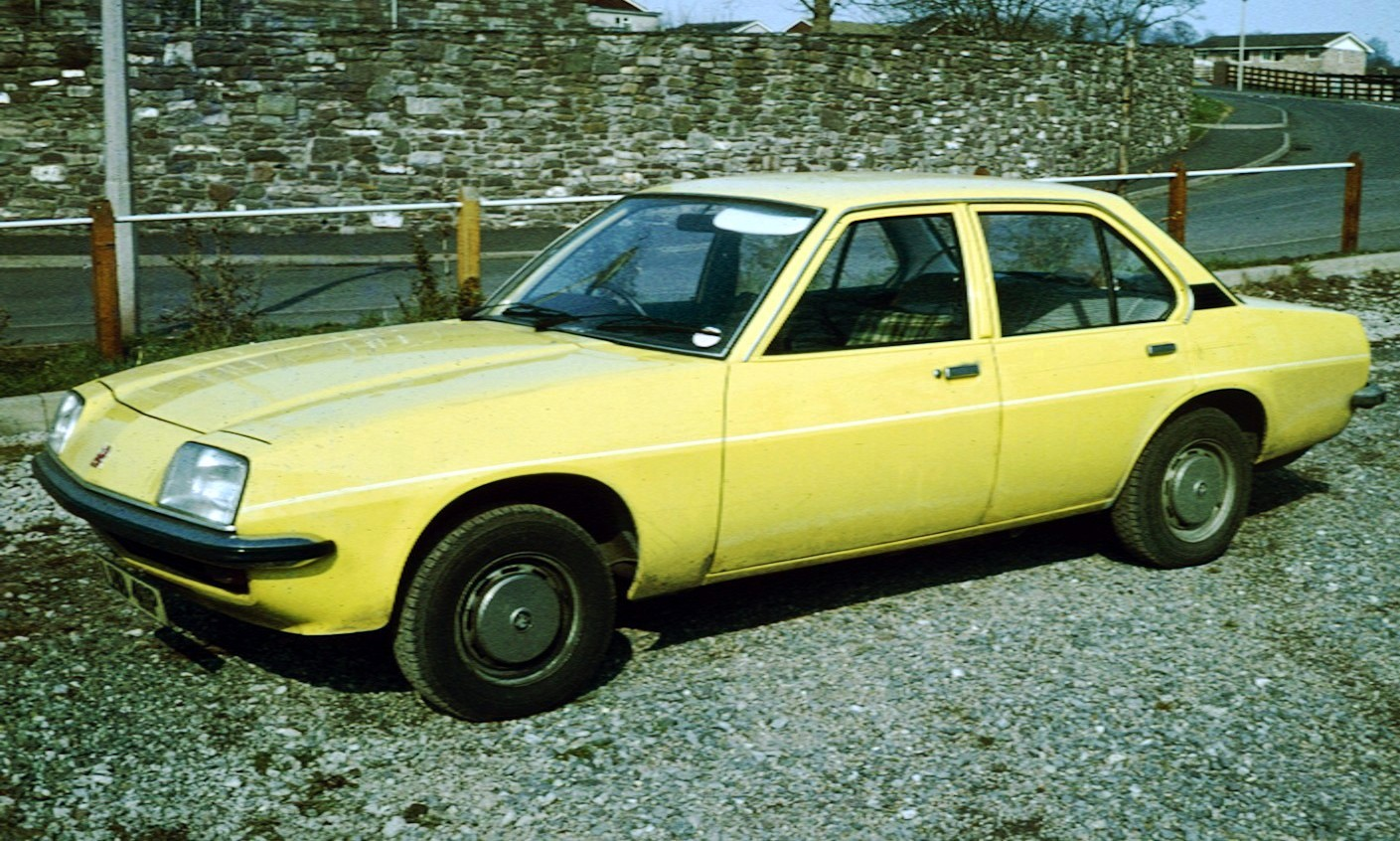
Vauxhall Cavalier Mark I, in produzione dal 1975 al 1981

Vauxhall aumentò le vendite nel 1975 con il lancio di due importanti modelli, la Chevette e la Vauxhall Cavalier, quest'ultima in competizione diretta con la Ford Cortina. Una due porte e una tre porte "sport hatch" vennero aggiunte alla linea Cavalier nel 1978.
Entrambi i modelli furono basati su modelli Opel contemporanei: la Chevette sulla Opel Kadett. Assieme alla Chevrolet Chevette in USA e Canada, la Chevette e la Kadett furono costruite sulla piattaforma GM T platform del 1973. La Cavalier fu basata sulla Opel Ascona, ma con calandra della Opel Manta,come la Chevrolet Chevair in Sudafrica, basate sulla piattaforma GM J platform.
Questo processo di uniformare le piattaforme vide prevalere i modelli Opel su quelli Vauxhall. Fin dagli anni '60 i modelli Vauxhall, disegnati e prodotti in Inghilterra, iniziarono a ricevere componenti e a ricalcare il design dei modelli tedeschi come la Viva con la Opel Kadett e la Victor con la Opel Rekord. Dai tardi anni '60 le varie crisi economiche che colpirono il mondo, gli scioperi e le decisioni governative portarono verso il declino dell'industria britannica mentre iniziò il miracolo 'Wirtschaftswunder' della Germania Ovest nella Comunità Europea. Le autovetture FE Series Victor del 1972 furono le ultime interamente inglesi. I modelli Chevette e Cavalier erano modelli Opel ristilizzati, e altri modelli Vauxhall non erano che la ristilizzazione di altri modelli della casa madre GM. Vauxhall continuò a produrre negli stabilimenti di Luton e Ellesmere Port.
L'introduzione di modelli su base Opel permise di competere con la concorrente Ford. Dagli anni '70 le quote di mercato di Vauxhall aumentarono, avvicinandosi a Ford e British Leyland.
Nel 1978 Vauxhall lanciò la Carlton, rifacimento della tedesca Opel Rekord.
Dal 1979, Vauxhall aumentò le quote di mercato; rimase sempre dietro Ford e British Leyland, ma superò Talbot (Peugeot assieme al Gruppo Rootes e Chrysler UK). Negli anni '80, Vauxhall presentò la Astra, una versione della coeva (Opel Kadett) che rimpiazzò la Viva. A partire dal 1980 il marchio britannico cessò le esportazioni delle proprie vetture in molti paesi europei tra cui l'Italia per lasciar più spazio al marchio Opel che prima veniva venduto nelle varie concessionarie europee insieme alla casa di Luton. Nel 1981 venne lanciata la Mk2 Cavalier. Costruita a Luton, fu un modello di successo per la casa.

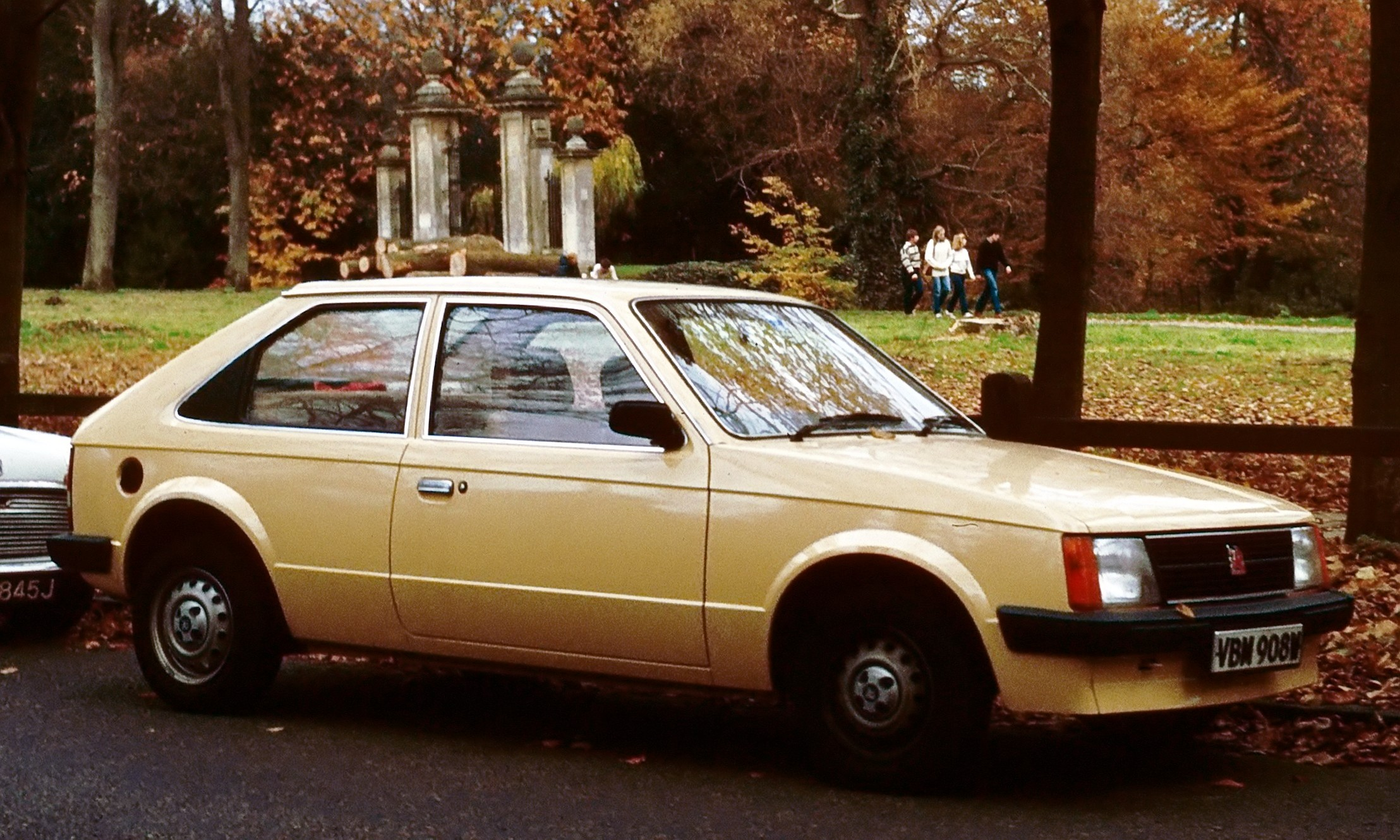
Vauxhall Astra Mk I, in produzione dal 1979 al 1984

Nel 1983 uscì la variante estate, basata sulla Camira prodotta in Australia da Holden, con parti realizzate in Australia e finite di assemblare dalla Vauxhall a Luton. Fu l'automobile più venduta in Gran Bretagna dal 1984 al 1985, in competizione con la Ford Sierra in Australia. La Cavalier fu rilanciata nel 1988.
Nell'aprile 1983 viene lanciata la Nova, piccola utilitaria basata sulla Opel Corsa. Il modello fu costruito nello stabilimento spagnolo di Saragozza. Questo permise alla Vauxhall di diventare il secondo costruttore inglese superando Austin Rover (già British Leyland). L'arrivo della Nova portò alla fine della produzione della Chevette, nel 1984.

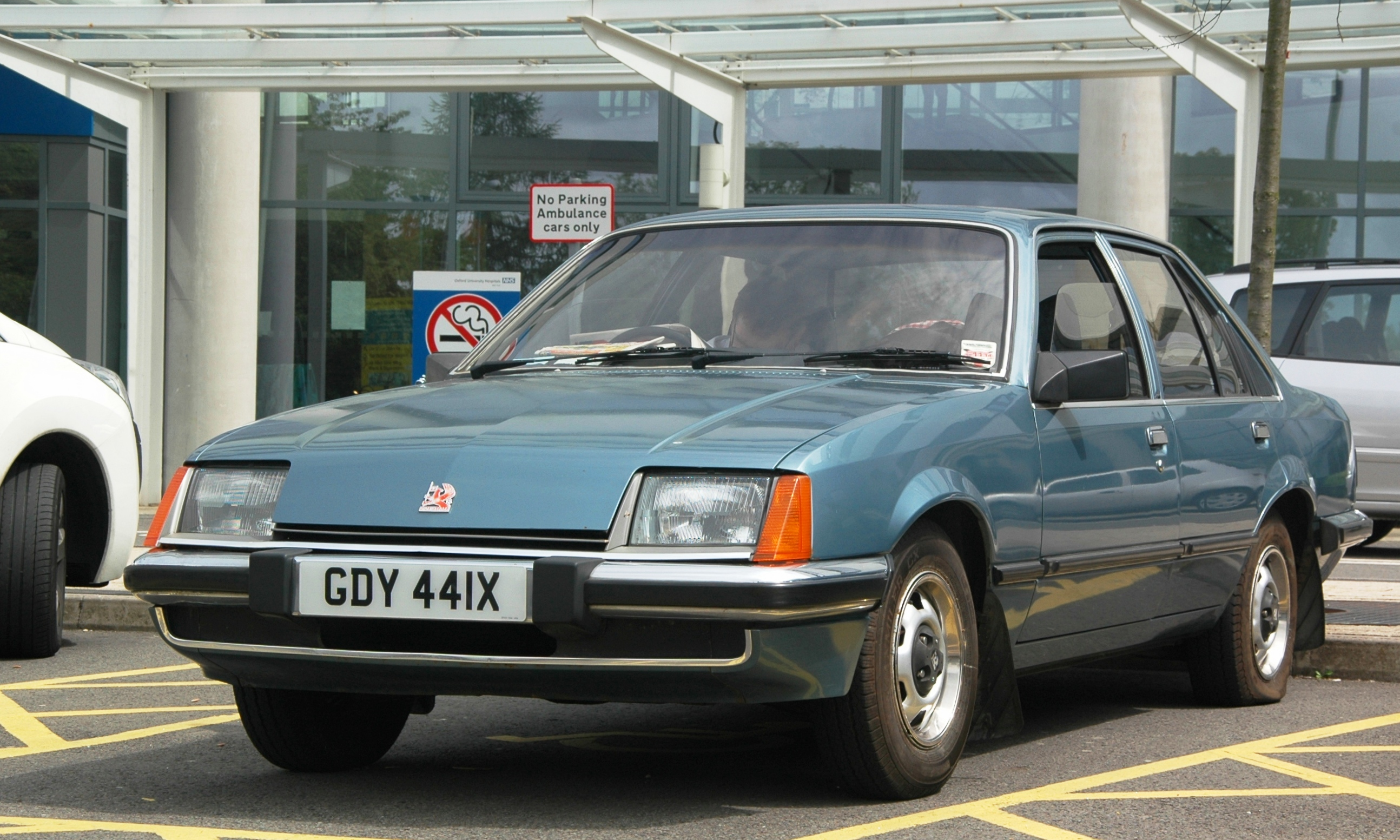
Vauxhall Carlton Mark I

Nel 1984 la Vauxhall Astra Mk2 costruita presso lo Ellesmere Port Plant divenne la prima auto Vauxhall eletta European Car of the Year. La Senator fu la prima automobile semplicemente rimarchiata da un modello Opel equivalente.
Nel gennaio 1986, Vauxhall lanciò la Belmont – versione berlina della Astra.
Vauxhall vinse un altro premio "European Car of the Year" con la Vauxhall Carlton, rimarchiata della Opel. Un altro restyling della Senator seguì. La Cavalier (Mk3) (venduta come Opel Vectra in Irlanda e nel resto d'Europa) arrivò alla terza generazione nel 1988. La Calibra coupé seguì nel 1989. Tra la Cavalier e la Senator la GM 
costruì la Carlton (Opel Rekord e più tardi Opel Omega altrove) – rilanciata nel 1986, votata European Car of the Year. Due le varianti sportive Carlton: 3000 GSi e Lotus Carlton.

### Dal 1990 al 2000

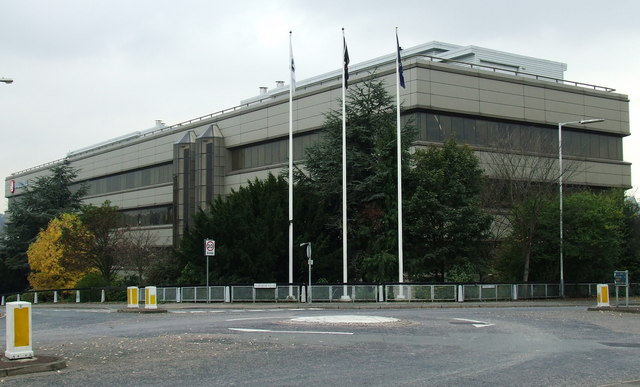
Griffin House, divenne quartier generale nel 1991.

Con l'inizio degli anni novanta si cominciarono ad uniformare anche i nomi, abbandonando via via le denominazioni Vauxhall in favore delle denominazioni delle gemelle tedesche. Tuttavia, il primo modello dell'unificazione fu la Vauxhall Astra, nome che già caratterizzava da sempre la versione britannica della Opel Kadett. Nella produzione attuale, eccezion fatta per il volante a destra, l'unica differenza estetica con le gemelle commercializzate con altri marchi GM, è la mascherina anteriore con la forma caratteristica a V e il logo Vauxhall (un grifone che regge una bandiera).
Nel 1991 la sede Vauxhall fu spostata a Griffin House, già sede della progettazione e collaudo. Lo stesso anno, la terza generazione Vauxhall Astra venne messa in vendita (con Opel che adottò il nome Astra per la prima volta). Vauxhall entrò in joint-venture con Isuzu per produrre la Opel Frontera.
Nel 1993 la Cavalier divenne l'auto per famiglie britannica più popolare, con più di 130.000 vendite, mentre la terza generazione Astra (rilanciata nel 1991) con 100,000 vendite fu la continuazione della riduzione del divario con la concorrente Ford Escort. L'Astra fu seguita dalla Belmont – una quattro porte. Questo duo continuò fino alla ridenominazione Astra. La vecchia Nova, fu sostituita nel 1993 dalla nuova Corsa.
Nel 1994 GM cessò la produzione della Bedford Vehicles per i bassi profitti. Bedford Vehicles fu il ramo dei veicoli commerciali Vauxhall con furgoni e autocarri sin dagli anni '30. Gli ultimi Bedford, il Bedford HA e il Bedford CF, furono tolti di produzione nel 1983 e 1987, rimpiazzati da veicoli Isuzu e Suzuki come il Midi e il Rascal. La produzione continuò nello stabilimento di Luton, a marchio Vauxhall ma attraverso una società diversa, la IBC (Isuzu-Bedford Commercials). Nel 1994, la Vauxhall Carlton uscì di produzione dopo sedici anni, e la Omega prese il suo posto, con il nuovo logo sulla calandra a "V". Vauxhall aggiunse al proprio listino anche il 4x4,  basato sull'Isuzu, Monterey. Vauxhall, inoltre, commercializzò la "compact coupé" Tigra.
La Cavalier uscì di produzione nel 1995, dopo 20 anni. Il suo posto venne preso dalla Vectra, completando il progetto General Motors di uniformare i modelli Vauxhall a quelli Opel. Fu molto popolare anche rispetto alla acclamata Ford Mondeo. Nel 1996, Vauxhall lanciò la Sintra. L'Astra entrò nella quarta generazione nel 1998.

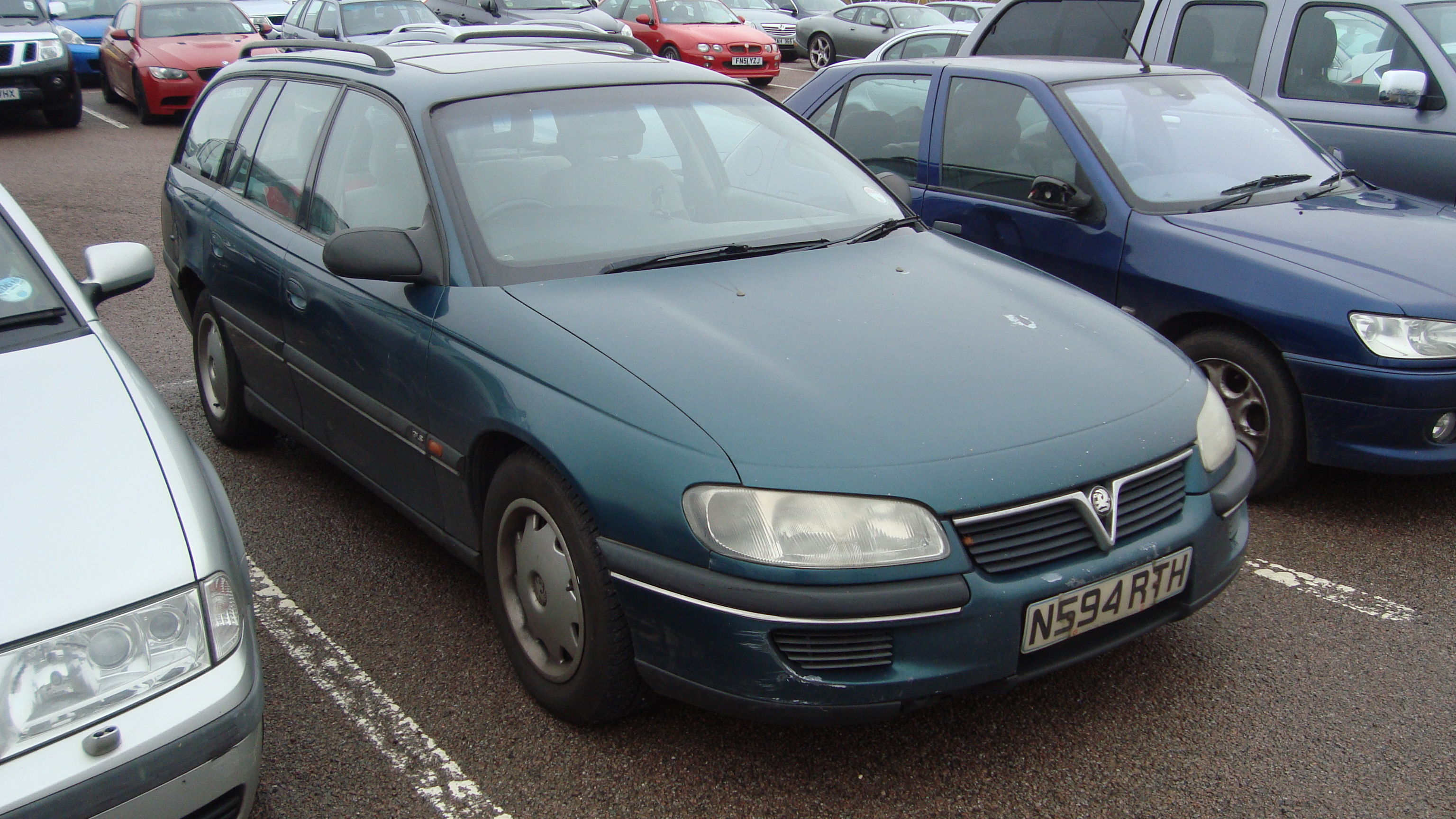
Vauxhall Omega 2.5 TD GLS Estate del 1999

Nel 1999, la sette posti Zafira prese il posto della Vauxhall Monterey.
Nei tardi anni '90, Vauxhall ricevette critiche. Nel 1998 Top Gear segnò la Vauxhall Vectra come la peggiore automobile della Gran Bretagna. L'anno successivo il marchio Vauxhall venne messo all'ultimo posto. Comunque Vauxhall chiuse l'anno con ottime vendite, vicine a quelle della Ford.

### Dal 2000 al 2010
Nel 2000 Vauxhall entrò nel segmento delle auto sportive con la Lotus VX220 roadster. Poi nel mercato coupé con la Astra Coupé. La nuova Agila, una city car, e la seconda generazione della Corsa. Il 12 dicembre 2000 Vauxhall annunciò che la produzione di auto a Luton sarebbe cessata nel 2002 con la fine della produzione della Vectra B e la produzione spostata a Ellesmere Port. La produzione di van (Vauxhall, Opel, Renault e Nissan) continuò grazie alla IBC Vehicles di Luton. Il 17 maggio 2006, Vauxhall annunciò la perdita di 900 posti di lavoro presso lo stabilimento di Ellesmere Port su 3.000 totali, parte della riduzione voluta dalla GM.

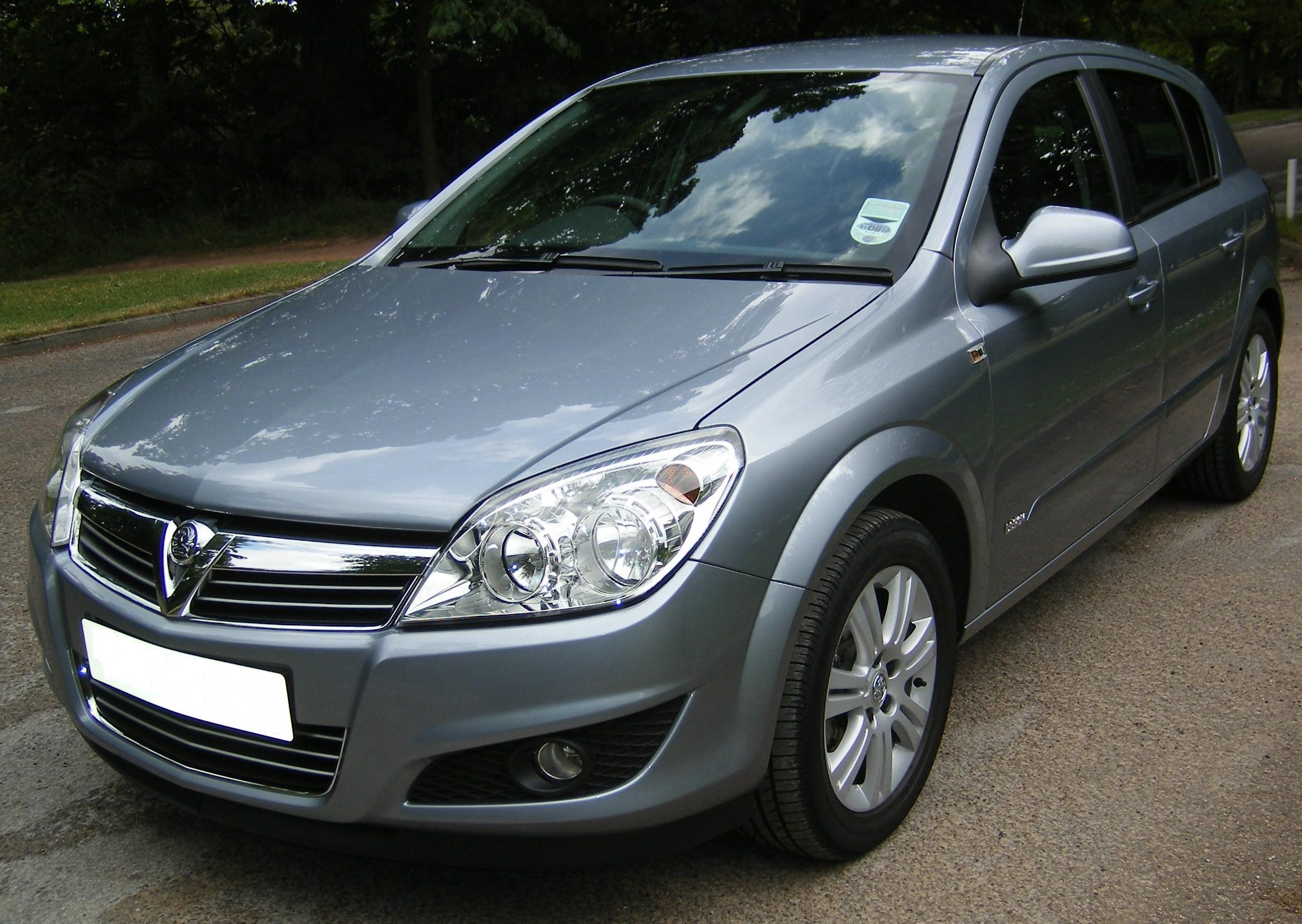
Vauxhall Astra Mark V, in produzione dal 2004 al 2009.

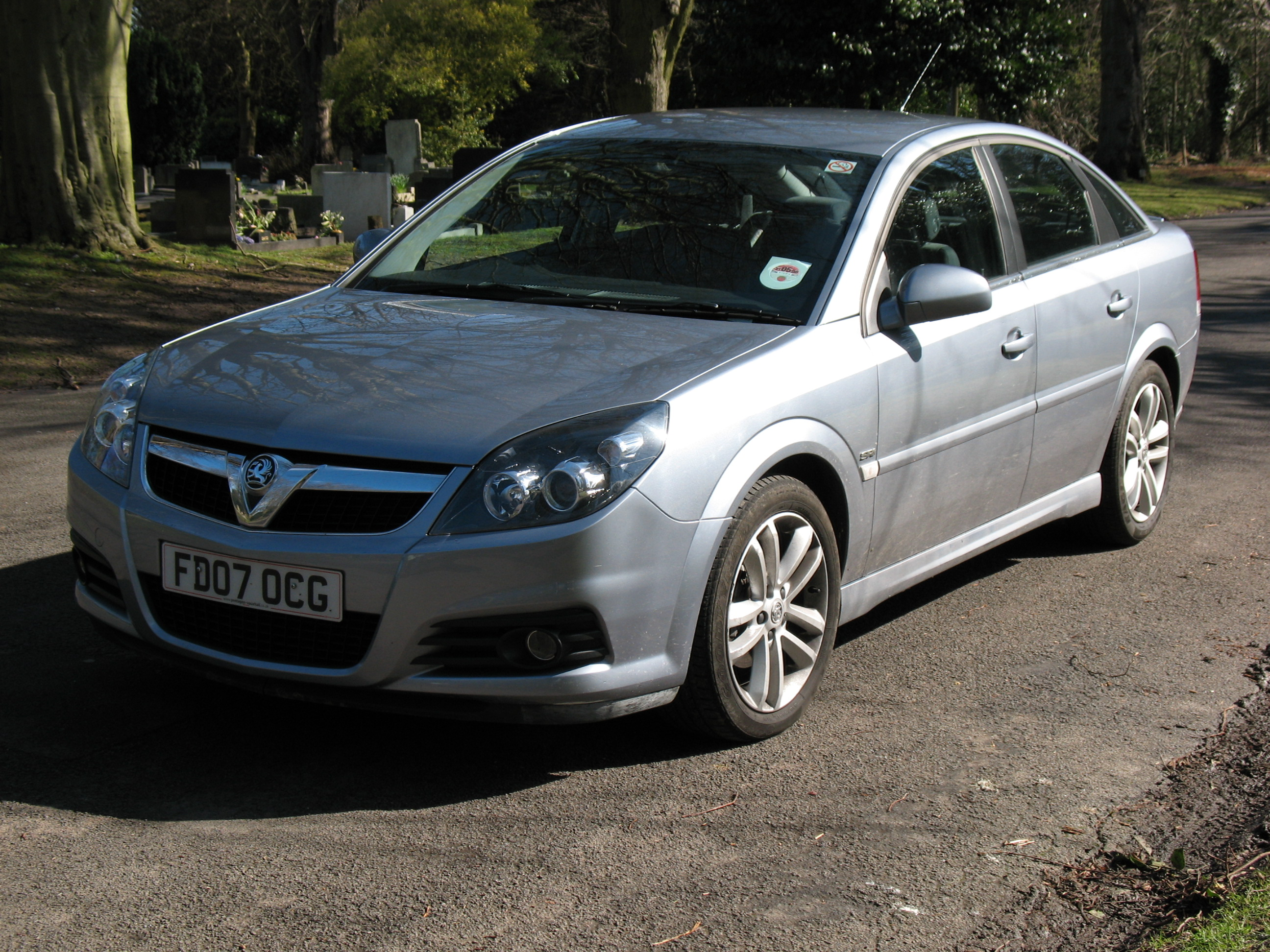
Vauxhall Vectra Mark II, in produzione dal 2002 al 2008

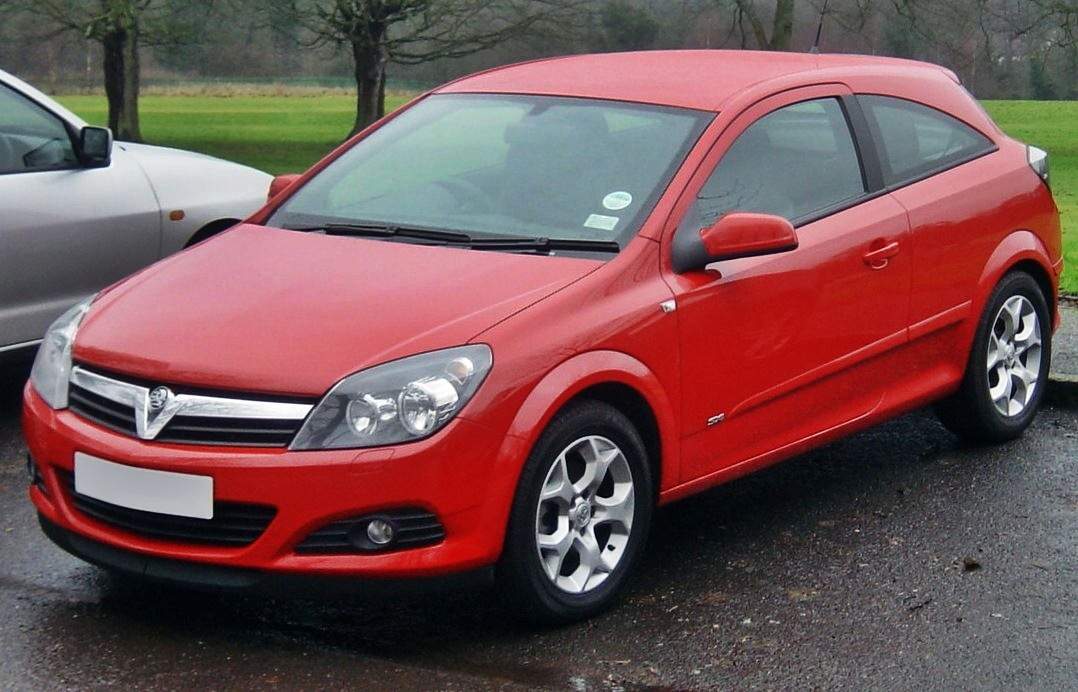
Opel Astra con marchio Vauxhall

Nel 2002, la nuova Vectra fu messa in vendita assieme alla Signum, in commercio l'anno seguente. Il 2002 fu uno degli anni migliori di Vauxhall per le vendite nel Regno Unito. L'Astra era al terzo posto come vendite in Gran Bretagna, mentre la Vectra e la Zafira uscirono dalla top ten.
Nel 2003, la Vauxhall Omega fu ritirata dopo nove anni, senza un'erede, mentre la Meriva venne lanciata sul mercato. La vettura più venduta negli anni 2000 fu la Vauxhall Astra. Fu la seconda auto più venduta in GB tra il 2005 e il 2006, concorrente diretta della Ford Focus. Nel Regno Unito fu usata come auto standard dalle forze di Polizia. Mentre nel 2004 la produzione della Frontera cessò dopo 13 anni.
Nel 2006, la terza generazione Vauxhall Corsa venne presentata al 2006 British International Motor Show all'ExCeL London e commercializzata.
Nel 2007 la nuova Vauxhall 4x4, la Vauxhall Antara, fu presentata a luglio. La Vauxhall VXR8 con motore da 306 chilowatt (416 PS; 410 bhp) venne commercializzata lo stesso anno.
Nel 2008, Vauxhall introdusse un nuovo logo. La Vauxhall Insignia venne lanciata al 2008 British International Motor Show all'ExCeL London, rimpiazzando la Vectra e vincendo un nuovo "European Car of the Year". Vauxhall lanciò successivamente la Agila.
Nel 2009, venne presentata la Vauxhall Astra.
Il 30 maggio 2009, venne annunciato lo spin-off dei marchi Vauxhall e Opel in una nuova società. Il 1º giugno 2009, Vauxhall Motors subì il tracollo della casa madre General Motors in insolvenza presso un tribunale di New York. Da allora le vendite Vauxhall e della Opel furono sotto controllo negoziale del Governo tedesco per proteggere il business dalla situazione di precaria liquidità della casa madre General Motors. La vendita alla canadese Magna International fu raggiunta il 10 settembre 2009, con approvazione del Governo tedesco. Durante la trattativa Magna promise di mantenere Vauxhall con le sue sedi di Ellesmere Port fino al 2013, ma non oltre. Il 3 novembre 2009, il consiglio di amministrazione GM chiamò fuori Magna dalle trattative, considerando Opel e Vauxhall Motors vitali per la strategia globale di GM.

### Dal 2010 al 2016
Vauxhall vendeva i modelli Opel con il suo marchio in Gran Bretagna, oltre alla Monaro, sportiva presa in prestito dalla Holden, consociata australiana della GM.
Per motivi di marketing oggi la denominazione dei modelli Vauxhall ricalca quella dei corrispettivi modelli Opel, ad eccezione della Vauxhall VX 220, versione britannica della Opel Speedster.
Tra l'altro gli stessi modelli venduti in Europa coi marchi Opel e Vauxhall vengono venduti in America Latina col marchio Chevrolet, altro membro della famiglia GM, che in Europa invece caratterizza i modelli dell'ex produttore coreano Daewoo.
La Ampera E-Rev, fu introdotta come primo veicolo elettrico, venduta in Gran Bretagna nel 2011 con potenza di 16 kWh, 400 lb (180 kg) batterie agli ioni di litio e autonomia di 40 miglia (64 km) e motore 1,4 l a benzina e autonomia fino a 350 miglia (560 km). Vinse il premio "European Car of the Year". La nuova Vauxhall Combo venne commercializzata a fine 2011. La Zafira Tourer nello stesso anno.
Nel 2012, la Vauxhall Adam fu lanciata al Paris Motor Show. La Vauxhall Mokka nel 2012 al Geneva Motor Show.
Nel maggio 2012, GM annunciò il piano di investimenti per la Astra dall'Europa continentale al Regno Unito. Il gruppo dichiarò un investimento di 125 milioni di sterline per Ellesmere Port e 1 miliardo di £ per la divisioni componenti.
HydroGen4 è l'auto successiva della Opel HydroGen3, sviluppata da General Motors/Opel, presentata nel 2007 al IAA di Francoforte e commercializzata per il 2016.
Nel dicembre 2015, organi governativi chiesero alla Vauxhall di iniziare a richiamare la Zafira B per 'Improper Repairs'.

### Dal 2017-presente
Il 6 marzo 2017, PSA Peugeot Citroën ha annunciato ufficialmente l'acquisto del marchio insieme a Opel per 1,3 miliardi di euro, con un'operazione totale dal costo di 2,2 miliardi. Il gruppo diventa così il secondo costruttore automobilistico in Europa dietro alla Volkswagen. 
Alla vendita, la proprietà di tutti gli stabilimenti GM e delle organizzazioni di vendita Vauxhall/Opel in Europa (tranne il centro di sviluppo di Torino e GM Europe con le organizzazioni di vendita di Cadillac e Chevrolet) è stata trasferita alla Adam Opel GmbH di Rüsselsheim, quindi a fine giugno 2017, un unico pacchetto da Adam Opel GmbH alla sua controllata denominata Opel Automobile GmbH, la cui proprietà è stata trasferita a Peugeot S.A. entro il 1 agosto 2017. La storica Adam Opel GmbH rimane di proprietà di GM, con il solo scopo di erogare le pensioni di fabbrica degli ex dipendenti Opel usciti fino al 31 luglio 2017.
Il 18 settembre 2017, il nome ufficiale dell'azienda di Vauxhall è stato cambiato da General Motors UK Limited (in uso dal 16 aprile 2008), tornando al suo originale Vauxhall Motors Limited.
Il 7 maggio 2019, Vauxhall ha lasciato la sede della Griffin House a Luton per nuovi uffici a Chalton House, con sede a Chalton, alla periferia settentrionale di Luton.
Il 16 gennaio 2021 Groupe PSA e Fiat Chrysler Automobiles si sono fuse per formare Stellantis.

## Modelli prodotti

### In produzione
- Vauxhall Astra
- Vauxhall Corsa
- Vauxhall Crossland
- Vauxhall Mokka
- Vauxhall Zafira Life
- Vauxhall Grandland
- Vauxhall Viva Rocks

### Auto passeggeri
Auto progettate da Vauxhall indipendente:
- 6 (1903–1904)
- 9 (1905)
- 12 (1905)
- 12–16 (1906–1908)
- 14 (1905)
- 14 e 14-40 (1922–1927)
- 16 (1909-)
- 16-20 (1912–1915) A
- 20 (1908–1912) A
- 20 (1911–1912) C Prince Henry
- 20-60 (1927–1930) R e T
- 22 (1912) A
- 22 (1912–1914) C Prince Henry
- 23-60 (1922–1925) OD
- 25 (1912–1922) D
- 25-70 (1926–1928)
- 27 (1910–1914) B
- 30 (1910–1914) B
- 30-98 (1913–1927) E & OE
- 35 (1910–1914) B
- 80 (1930–1933) T-80, Silent 80
- A-type (1911–1914)
- B-type (1910–1914)
- C-type "Prince Henry" (1911–1914)
- D-type (1912–1922)
- E-Type (1913–1927)

Invece i modelli commercializzati dopo l'acquisto da parte della General Motors furono:
- Vauxhall 10 (1937–1947)
- Vauxhall 12 (1933–1938)
- Vauxhall 12-4 (1937–1946)
- Vauxhall 14 (1933–1939)
- Vauxhall 14-6 (1938–1948)
- Vauxhall 20 e 27 (1933–1936)
- Vauxhall 25 (1937–1940)
- Vauxhall Albany
- Vauxhall Belmont (1986–1991)
- Vauxhall Brava (1992–2002)
- Vauxhall Cadet (1930–1933)
- Vauxhall Calibra (1989–1997)
- Vauxhall Carlton (1978–1994)
- Vauxhall Cavalier (1975–1995)
- Vauxhall Chevette (1975–1984)
- Vauxhall Cresta (1954–1972)
- Vauxhall Envoy (1960–1970)
- Vauxhall Epic (1963–1970)
- Vauxhall Equus (concept car del 1978)
- Vauxhall Firenza (1970–1975)
- Vauxhall Frontera (1991–2004)
- Vauxhall Insignia
- Vauxhall Magnum (1973–1978)
- Vauxhall Monaro
- Vauxhall Monterey (1994–1998)
- Vauxhall Nova (1982–1993)
- Vauxhall Omega (1994–2003)
- Vauxhall Royale Concept
- Vauxhall Sintra (1996–1999)
- Vauxhall Senator | Vauxhall Royale (1978–1986)
- Vauxhall Senator (1978–1994)
- Vauxhall Signum (2003–2008)
- Vauxhall Silver Aero (concept car del 1983)
- Vauxhall Silver Bullet (concept car del 1976)
- Vauxhall Six (1933–1938)
- Vauxhall SRV (concept car del 1970)
- Vauxhall Tigra (1994–2001 e 2004–2009)
- Vauxhall Trixx (concept car del 2004)
- Vauxhall Vectra (1988–2008)
- Vauxhall Velox (1948–1965)
- Vauxhall Ventora (1968–1972)
- Vauxhall Viceroy (1978–1982)
- Vauxhall Victor (1957–1976)
- Vauxhall Viscount (1966–1972)
- Vauxhall Viva (1963–1979)
- Vauxhall VX (1976–1978)
- Vauxhall VX220 (2000–2005)
- Vauxhall VX4/90 (1961–1976)
- Vauxhall VX Lightning (concept car del 2003)
- Vauxhall Wyvern (1948–1957)
- Vauxhall XVR (concept car del 1966)
- Vauxhall Zafira (1999-2014) Includendo la Vauxhall Zafira (2011-2018)

### Veicoli Commerciali
Bedford Vehicles
- Bedford Astramax (1984–1992)
- Bedford Beagle (1964–1973)
- Bedford CA (1952–1969)
- Bedford CF (1969–1988)
- Bedford Dormobile
- Bedford Midi

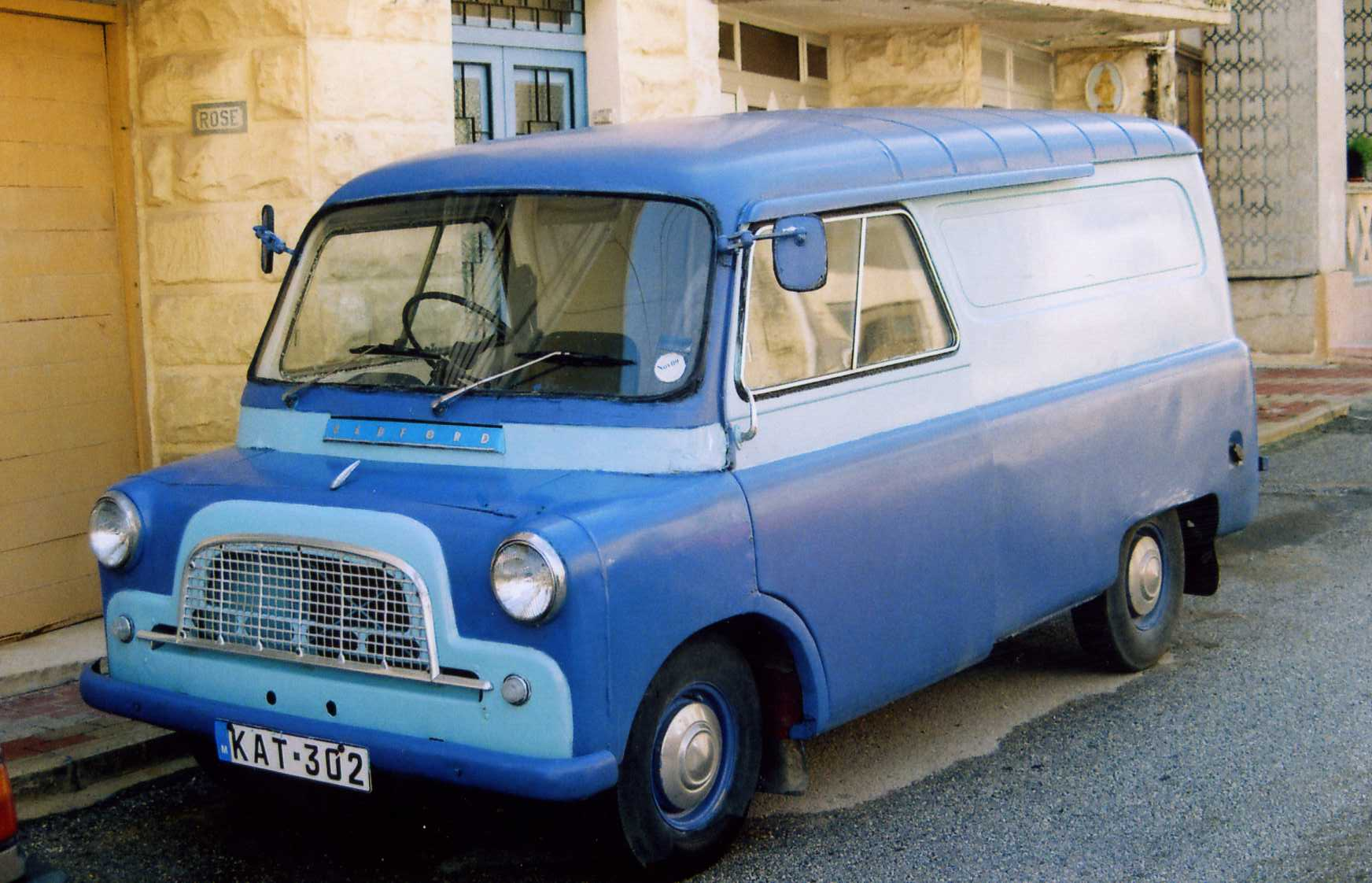
Un Bedford CA furgone

- Bedford Rascal (1986–1993, rimarchiato Suzuki Supercarry)

Marchio Vauxhall
- Vauxhall Arena (1997–2000, rimarchiato Renault Trafic)
- Vauxhall Brava

## Logo
Il grifone ancora in uso adesso, deriva dallo stemma del Falkes de Breaute, un mercenario che fu al servizio di Giovanni d'Inghilterra nel XIII secolo. Dal matrimonio ebbe diritto un'area a sud di Londra, sul Tamigi. La casa che costruì, Fulk's Hall, divenne nota come Vauxhall. Vauxhall Iron Works adottò l'emblema per il legame con il territorio. Quando Vauxhall Iron Works si spostò a Luton nel 1905, il grifone come emblema ritornò "a casa" da dove era venuto originariamente.
Il logo fu da sempre su campo quadrato, ma in tempi moderni venne disegnato su campo circolare, per poterlo adeguare al logo della casa sorella tedesca Opel. Dagli anni '20, il grifone venne ridisegnato nove volte. Nel 2008 venne rilasciato l'ultimo, che ritrae solo una parte dell'animale. Bill Parfitt, presidente e direttore generale della General Motors UK, disse: "While the new-look Griffin pays homage to our 100 year-plus manufacturing heritage in the UK, it also encapsulates Vauxhall's fresh design philosophy, first showcased in the current Astra, and set to continue with Insignia.", ossia: "Sebbene il Grifone ridisegnato renda omaggio alla nostra tradizione manifatturiera di oltre 100 anni nel Regno Unito, racchiude anche la fresca filosofia di design di Vauxhall, presentata per la prima volta nell'attuale Astra e destinata a continuare con la Insignia.

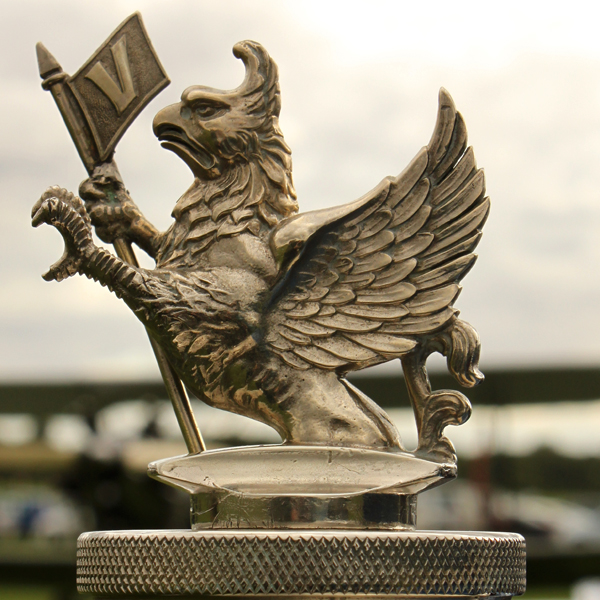
Logo Vauxhall su una Vauxhall D-type (1920)
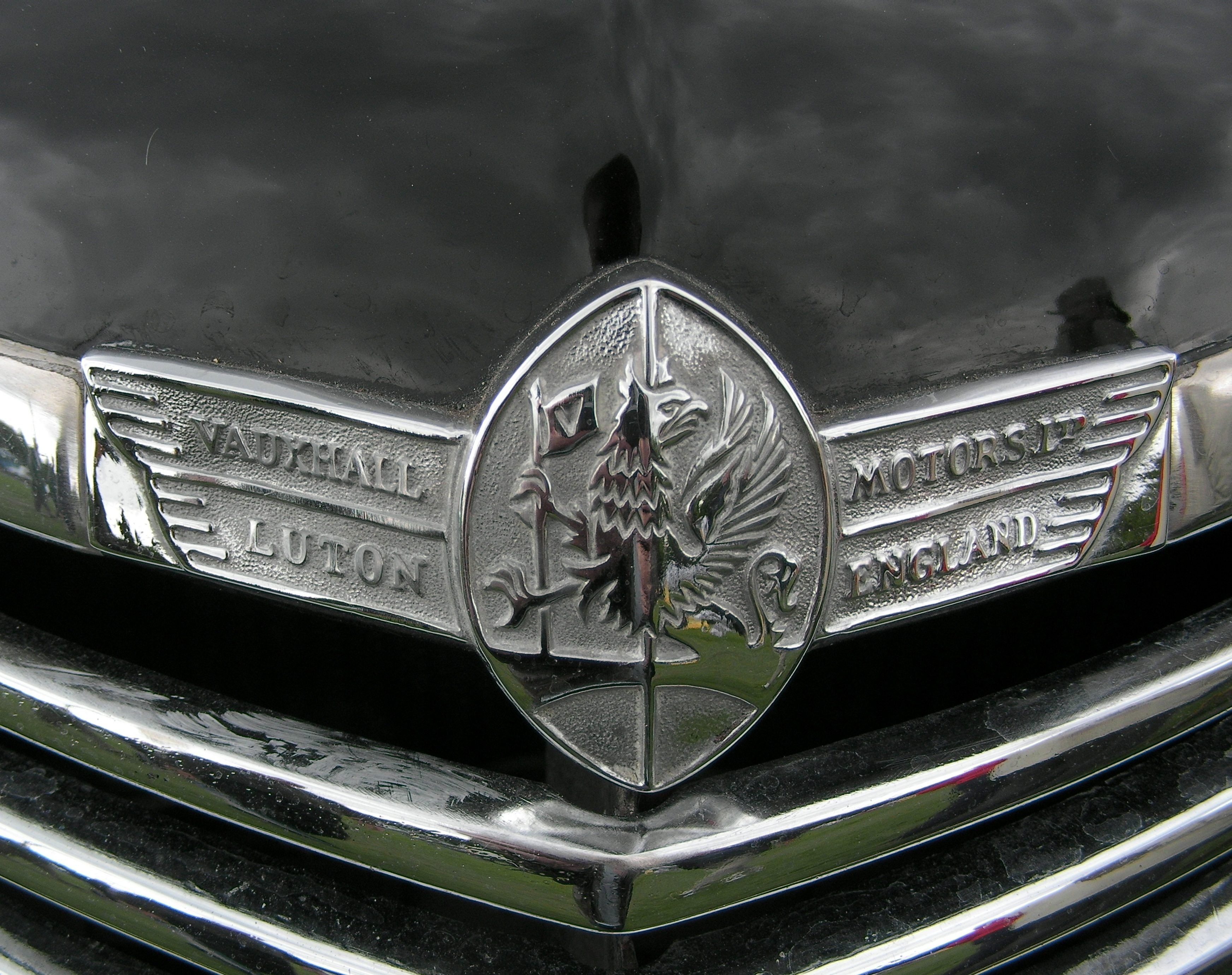
Una griglia Vauxhall degli anni'40
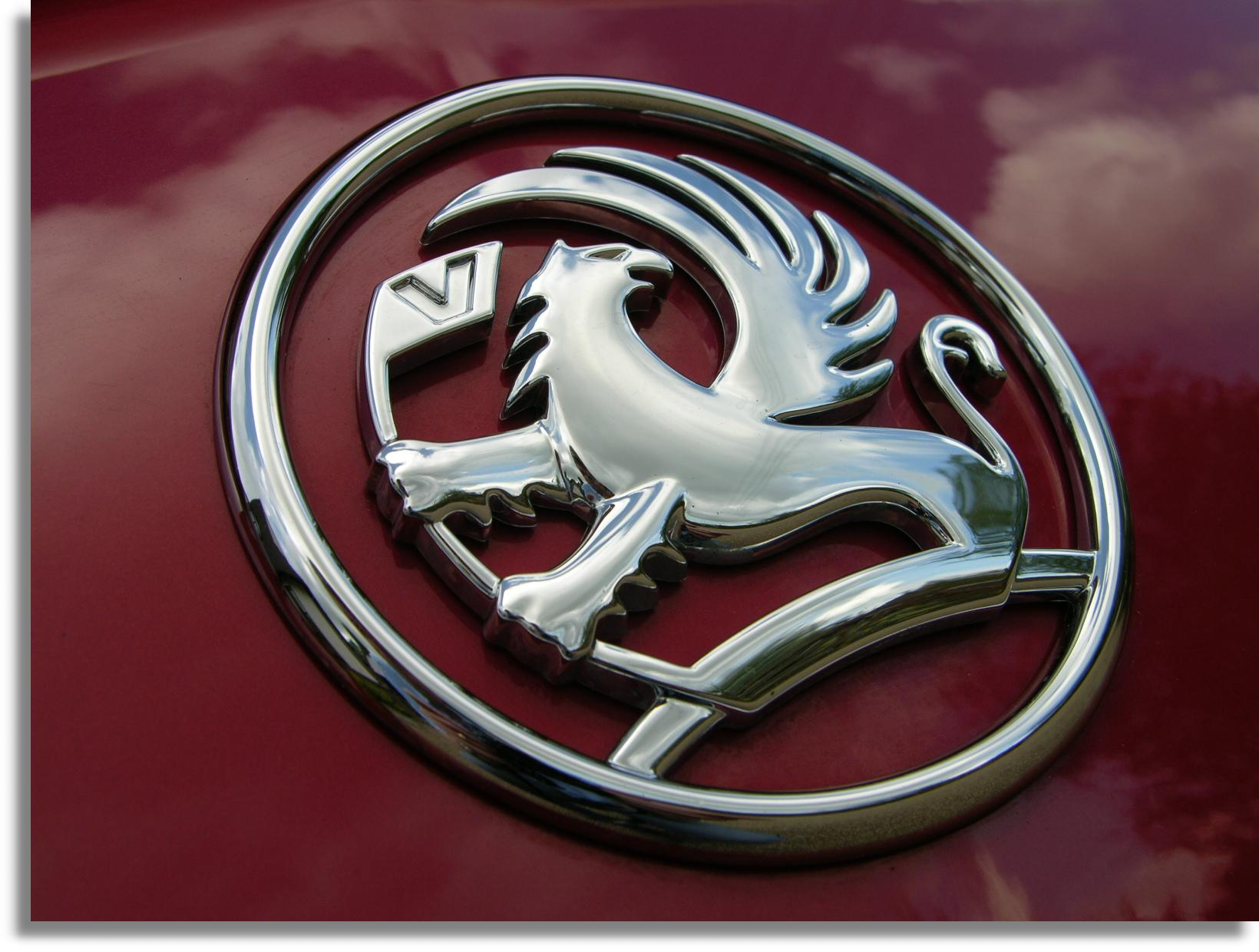
Logo Vauxhall Motors dagli anni '90 al 2008